# CBC (azienda)
Canadian Broadcasting Corporation, meglio noto con l'acronimo CBC, è il servizio pubblico radiotelevisivo nazionale in Canada.
Nelle province francofone del Paese è nota come Société Radio-Canada (SRC).
Fondato nel 1936 come radio, dal 1952 espleta anche servizio televisivo.

## Canali televisivi

### Generalisti
- CBC Television
- Télévision de Radio-Canada

### All-news
- CBC News Network
- Réseau de l'information

### Tematici
- Documentary Channel
- CBC Country Canada

#### Emittenti televisive affiliate
| Città di licenza                          | Stazione  | Canale LCN (Frequenza) | Anno di affiliazione |
| ----------------------------------------- | --------- | ---------------------- | -------------------- |
| Calgary, Alberta                          | CBRT-DT** | 9.1 (21)               | 1975                 |
| Edmonton, Alberta                         | CBXT-DT** | 5.1 (42)               | 1961                 |
| Vancouver, Columbia Britannica            | CBUT-DT** | 2.1 (43)               | 1953                 |
| Winnipeg, Manitoba                        | CBWT-DT** | 6.1 (27)               | 1954                 |
| Fredericton, Nuovo Brunswick              | CBAT-DT** | 4.1 (31)               | 1954                 |
| St. John's, Terranova e Labrador          | CBNT-DT** | 8.1 (8)                | 1964                 |
| Yellowknife, Territori del Nord-Ovest     | CFYK-DT** | 8.1 (8)                | 1967                 |
| Halifax, Nuova Scozia                     | CBHT-DT** | 3.1 (39)               | 1954                 |
| Ottawa, Ontario                           | CBOT-DT** | 4.1 (25)               | 1953                 |
| Toronto, Ontario                          | CBLT-DT** | 5.1 (20)               | 1952                 |
| Windsor, Ontario                          | CBET-DT   | 9.1 (9)                | 1954                 |
| Charlottetown, Isola del Principe Edoardo | CBCT-DT   | 13.1 (13)              | 1956                 |
| Montréal, Québec                          | CBMT-DT** | 6.1 (21)               | 1954                 |
| Regina, Saskatchewan                      | CBKT-DT** | 9.1 (9)                | 1969                 |

## Stazioni radiofoniche
- CBC Radio One
- CBC Radio Two
- CBC Radio 3
- La Première Chaîne
- Espace musique
- Bandeapart
- Radio Canada International
- CBC North
- CBC Nord Québec

## Giornalisti che vi hanno lavorato
- Declan Hill